# GAC Trumpchi GS 3
Der GAC Trumpchi GS 3 ist ein Kompakt-SUV der Submarke Trumpchi der chinesischen Guangzhou Automobile Group, das unterhalb des GS 4 positioniert ist.

## 1. Generation (seit 2017)
Vorgestellt wurde das 4,35 Meter lange Fahrzeug Anfang August 2017. Noch im selben Monat kam es auf dem chinesischen Heimatmarkt in den Handel. Eine überarbeitete Version der Baureihe wurde im September 2020 anlässlich der Beijing Auto Show vorgestellt. Anfang Oktober 2020 kam sie als GAC Trumpchi GS 3 Power in den Handel. Der Wagen wird seit Oktober 2019 auf den Philippinen und seit Dezember 2021 in Malaysia vermarktet. In Europa debütierte er auf dem Pariser Autosalon im Oktober 2018, eine Markteinführung erfolgte aber nicht.
Technisch basiert die erste Generation auf der gleichen Plattform wie die Limousine GA 3. Das Elektroauto GE 3 nutzt diverse Elemente des GS 3.

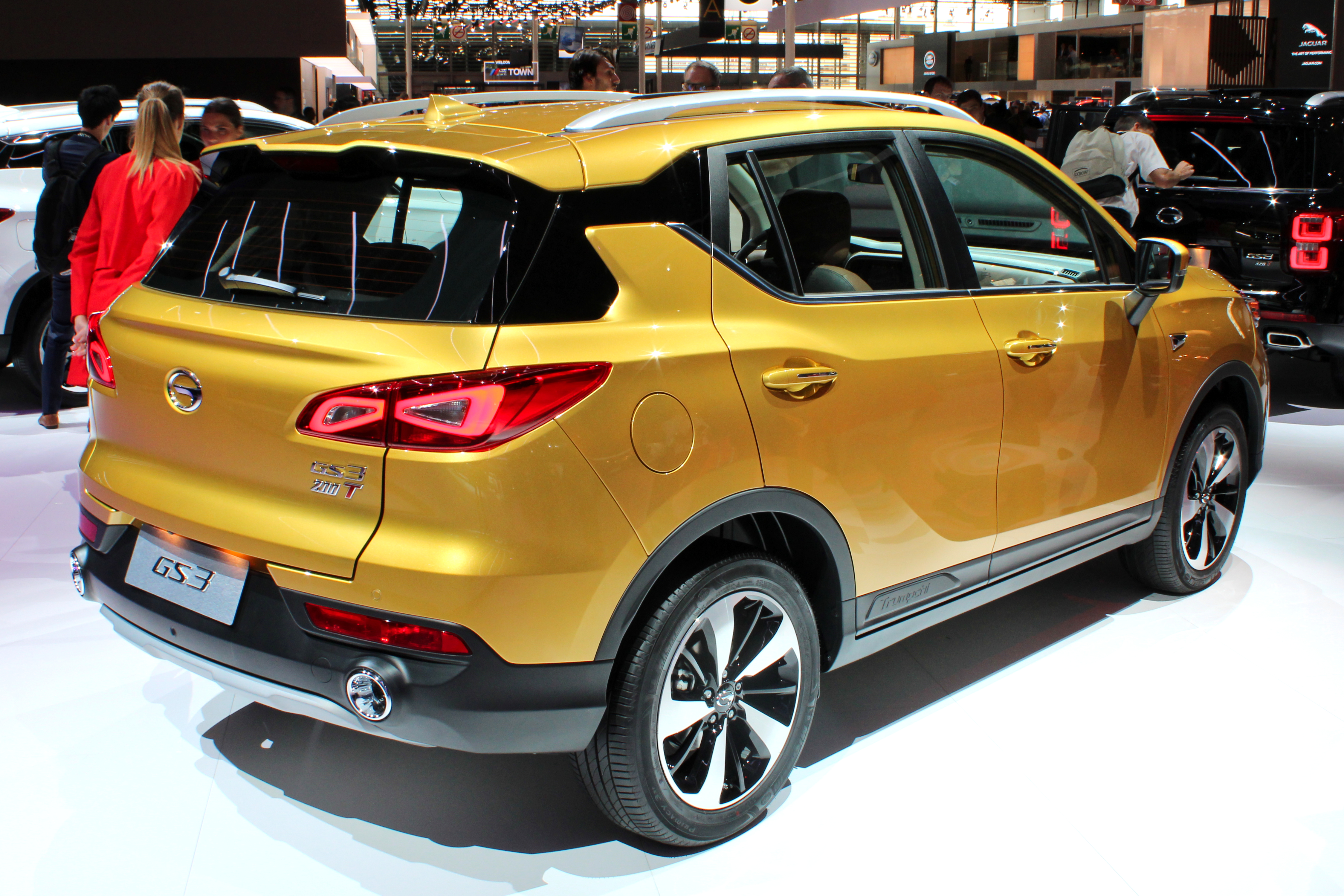
Heckansicht
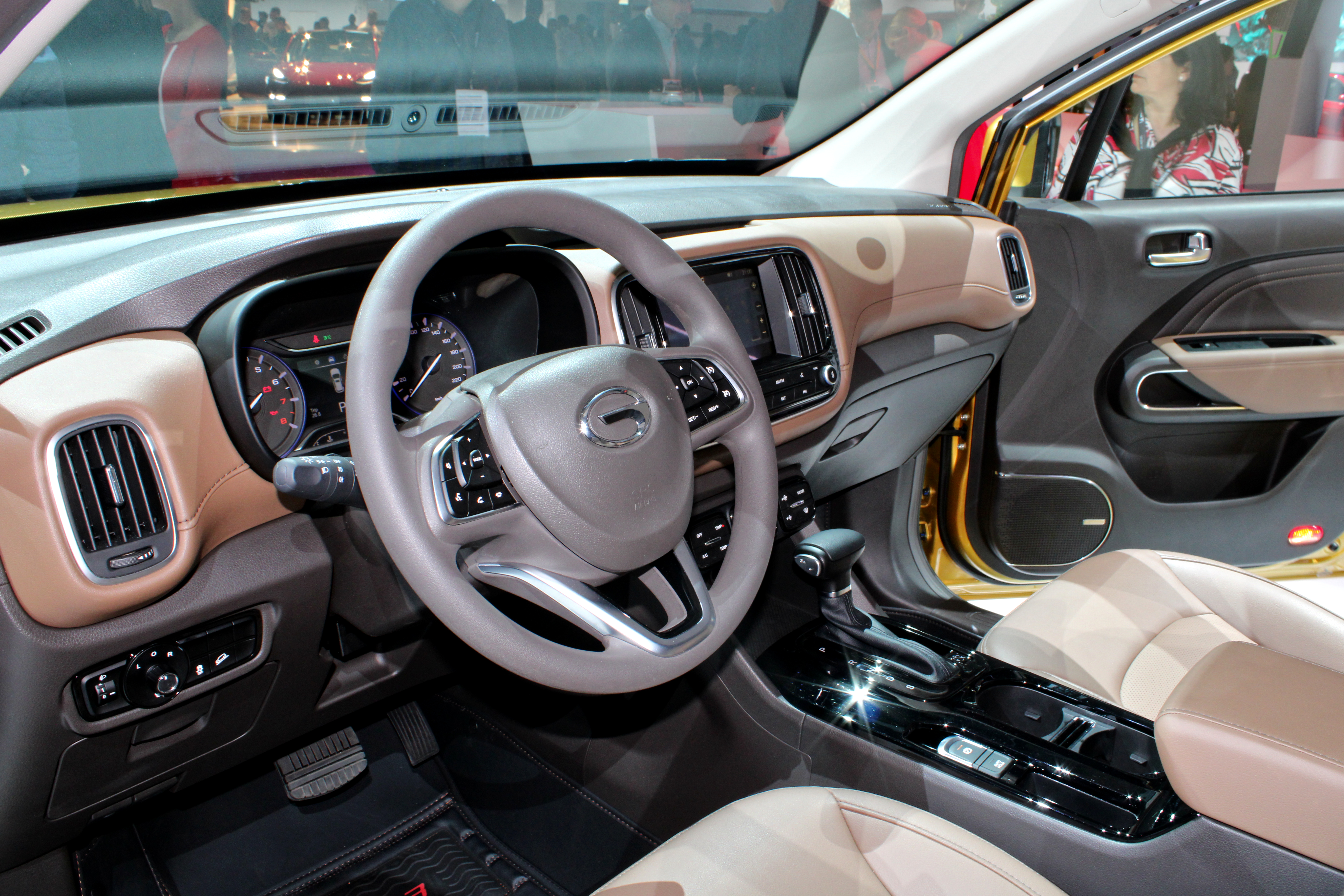
Innenansicht
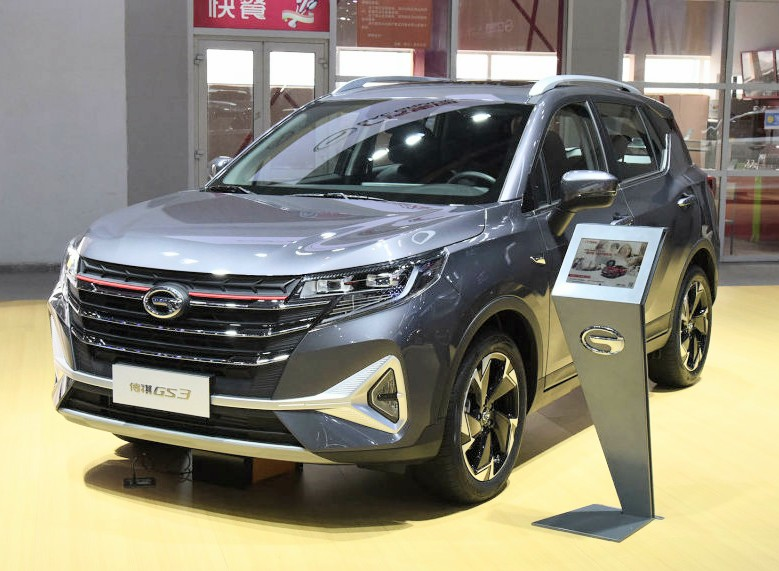
GAC Trumpchi GS 3 Power (seit 2020)
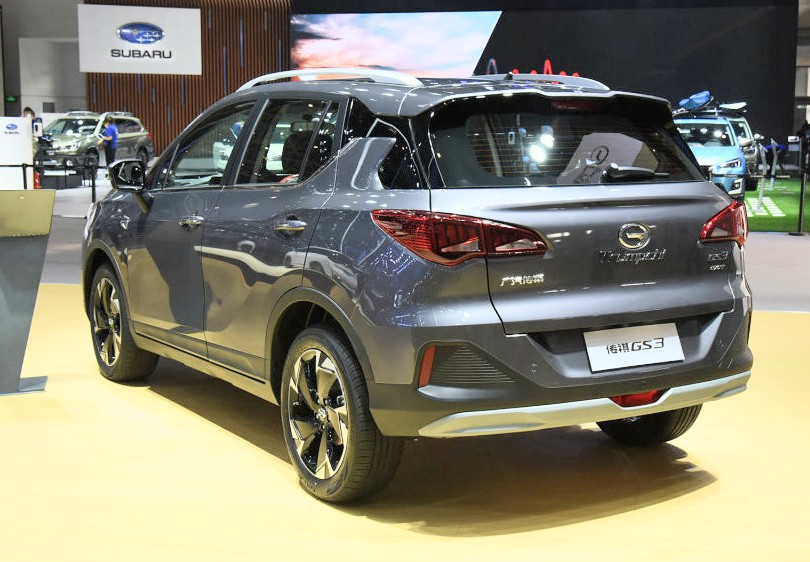
Heckansicht

### Technische Daten
Zum Marktstart stand für das SUV ein 1,5-Liter-Ottomotor mit 84 kW (114 PS) oder ein aufgeladener 1,3-Liter-Ottomotor mit 101 kW (137 PS) zur Verfügung. Im Juli 2019 ersetzte ein aufgeladener 1,5-Liter-Ottomotor mit drei Zylindern und 120 kW (163 PS) den 1,3-Liter-Benziner. Mit dem Facelift 2020 kam noch ein aufgeladener 1,5-Liter-Ottomotor mit 124 kW (169 PS) auf den Markt.
| Kenngrößen                                  | 150N                        | 200T                         | 235T                             | 270T                         |
| Bauzeitraum                                 | 08/2017–10/2020             | 08/2017–07/2019              | seit 07/2019                     | seit 10/2020                 |
| Motorkenndaten                              |                             |                              |                                  |                              |
| Motortyp                                    | R4-Ottomotor                | R4-Ottomotor                 | R3-Ottomotor                     | R4-Ottomotor                 |
| Motoraufladung                              | —                           | Turbolader                   | Turbolader                       | Turbolader                   |
| Hubraum                                     | 1495 cm³                    | 1325 cm³                     | 1493 cm³                         | 1495 cm³                     |
| max. Leistung                               | 84 kW (114 PS) bei 6000/min | 101 kW (137 PS) bei 5500/min | 120 kW (163 PS) bei 5500/min     | 124 kW (169 PS) bei 5000/min |
| max. Drehmoment                             | 150 Nm bei 4500/min         | 202 Nm bei 1500–4200/min     | 235 Nm bei 1500–4000/min         | 265 Nm bei 1700–4000/min     |
| Kraftübertragung                            |                             |                              |                                  |                              |
| Antrieb                                     | Vorderradantrieb            | Vorderradantrieb             | Vorderradantrieb                 | Vorderradantrieb             |
| Getriebe, serienmäßig                       | 5-Gang-Schaltgetriebe       | 6-Stufen-Automatikgetriebe   | 6-Gang-Schaltgetriebe            | 6-Stufen-Automatikgetriebe   |
| Getriebe, optional                          | 6-Stufen-Automatikgetriebe  | —                            | 7-Stufen-Doppelkupplungsgetriebe | —                            |
| Messwerte                                   |                             |                              |                                  |                              |
| Höchstgeschwindigkeit                       | k. A.                       | k. A.                        | 180 km/h                         | 180 km/h                     |
| Beschleunigung, 0–100 km/h                  | 14,5 s                      | 12,3 s                       | k. A.                            | 8,4 s                        |
| Kraftstoffverbrauch auf 100 km (kombiniert) | 6,5–6,9 l Super             | 7,0 l Super                  | 5,9–6,0 l Super                  | 6,5 l Super                  |
| Tankinhalt                                  | 50 l                        | 50 l                         | 50 l                             | 50 l                         |
| Abgasnorm                                   | China V                     | China V                      | China VI                         | China VI                     |

## 2. Generation (seit 2023)
Die zweite Generation der Baureihe debütierte Ende Dezember 2022 auf der Guangzhou Auto Show und kam im Februar 2023 zunächst in China auf den Markt. Sie wird seit April 2024 auch wieder in Malaysia angeboten. Im Gegensatz zum Vorgängermodell wird die zweite Generation dort nicht mehr aus China importiert, sondern von der Tan Chong Motor Holdings als CKD-Bausatz vor Ort zusammengebaut. Seit Juni 2024 wird das Fahrzeug auch in Russland vermarktet. Gegenüber dem Vorgängermodell ist die zweite Generation länger, breiter und flacher. Gegen Aufpreis gibt es eine sportlicher gestaltete Version R.

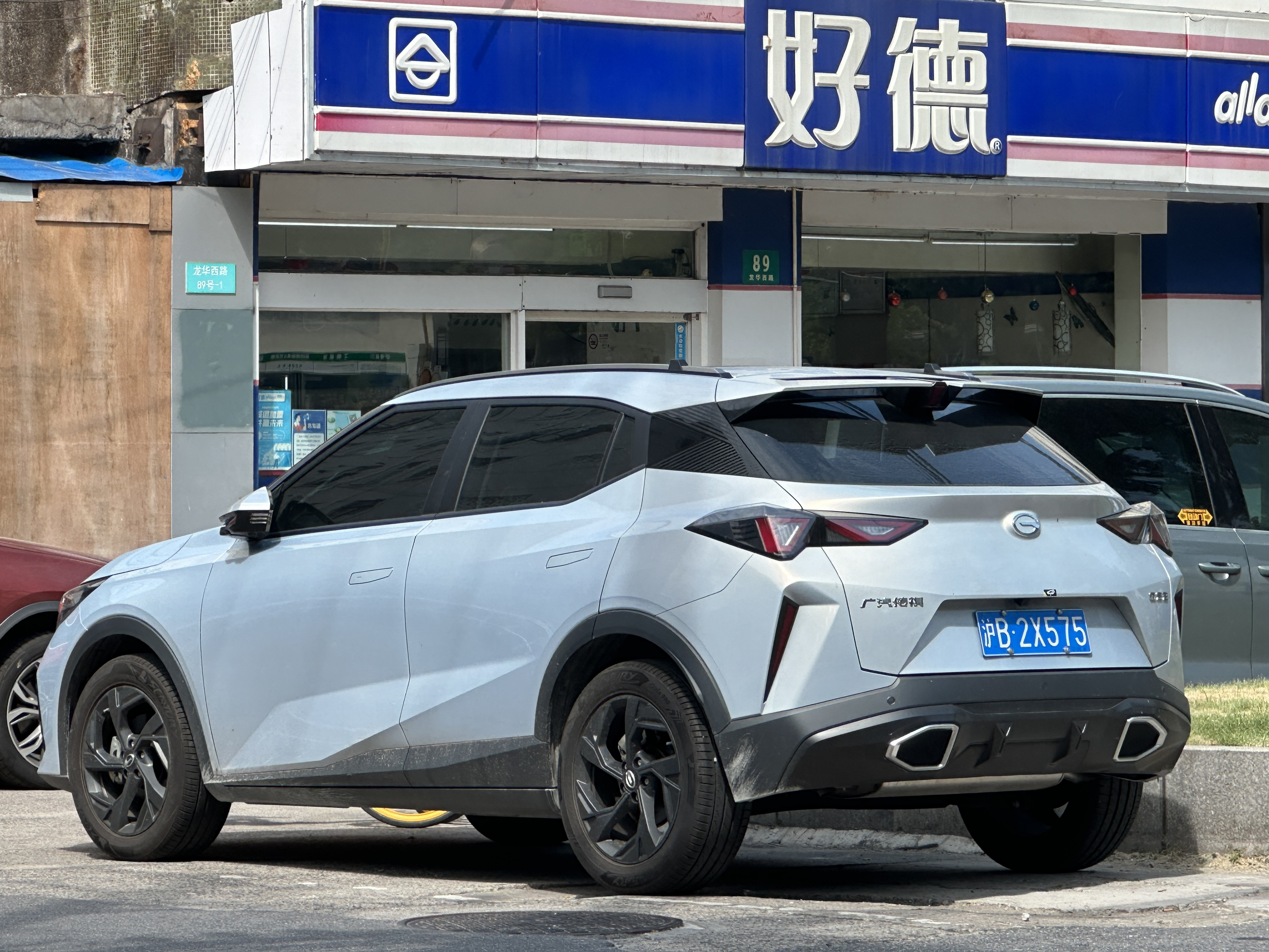
Heckansicht

### Technische Daten
Angetrieben wird das SUV von einem aufgeladenen 1,5-Liter-Ottomotor mit maximal 130 kW (177 PS).
| Kenngrößen                                  | 1.5T                             | 1.5T                             |
| Markt                                       | Russland                         | China                            |
| Bauzeitraum                                 | seit 06/2024                     | seit 02/2023                     |
| Motorkenndaten                              |                                  |                                  |
| Motortyp                                    | R4-Ottomotor                     | R4-Ottomotor                     |
| Motoraufladung                              | Turbolader                       | Turbolader                       |
| Hubraum                                     | 1497 cm³                         | 1497 cm³                         |
| max. Leistung                               | 125 kW (170 PS) bei 5500/min     | 130 kW (177 PS) bei 5500/min     |
| max. Drehmoment                             | 250 Nm bei 1400–4500/min         | 270 Nm bei 1400–4500/min         |
| Kraftübertragung                            |                                  |                                  |
| Antrieb                                     | Vorderradantrieb                 | Vorderradantrieb                 |
| Getriebe, serienmäßig                       | 7-Stufen-Doppelkupplungsgetriebe | 7-Stufen-Doppelkupplungsgetriebe |
| Getriebe, optional                          | —                                | —                                |
| Messwerte                                   |                                  |                                  |
| Höchstgeschwindigkeit                       | k. A.                            | 190 km/h                         |
| Beschleunigung, 0–100 km/h                  | 8,8 s                            | 7,5 s                            |
| Kraftstoffverbrauch auf 100 km (kombiniert) | 5,9 l Super                      | 6,2 l Super                      |
| Tankinhalt                                  | 47 l                             | 47 l                             |
| Abgasnorm                                   | k. A.                            | China VI                         |